# FK Dostyk Almaty
FK Dostyk Almaty (kazašsky Достық футбол клубы) byl kazašský fotbalový klub z města Almaty. Vznikl v roce 1990. V roce 1993 vyhrál kazašský fotbalový pohár po výhře 4:2 nad Fosforem Jambul. Přes tento raný úspěch v roce 1994 odstoupil z Premjer Ligasy a zanikl. V předchozí sezoně Premjer Ligasy 1993 se umístil na konečném 7. místě.

## Úspěchy
- 1× vítěz kazašského fotbalového poháru (1993)